# Oscar Rossi

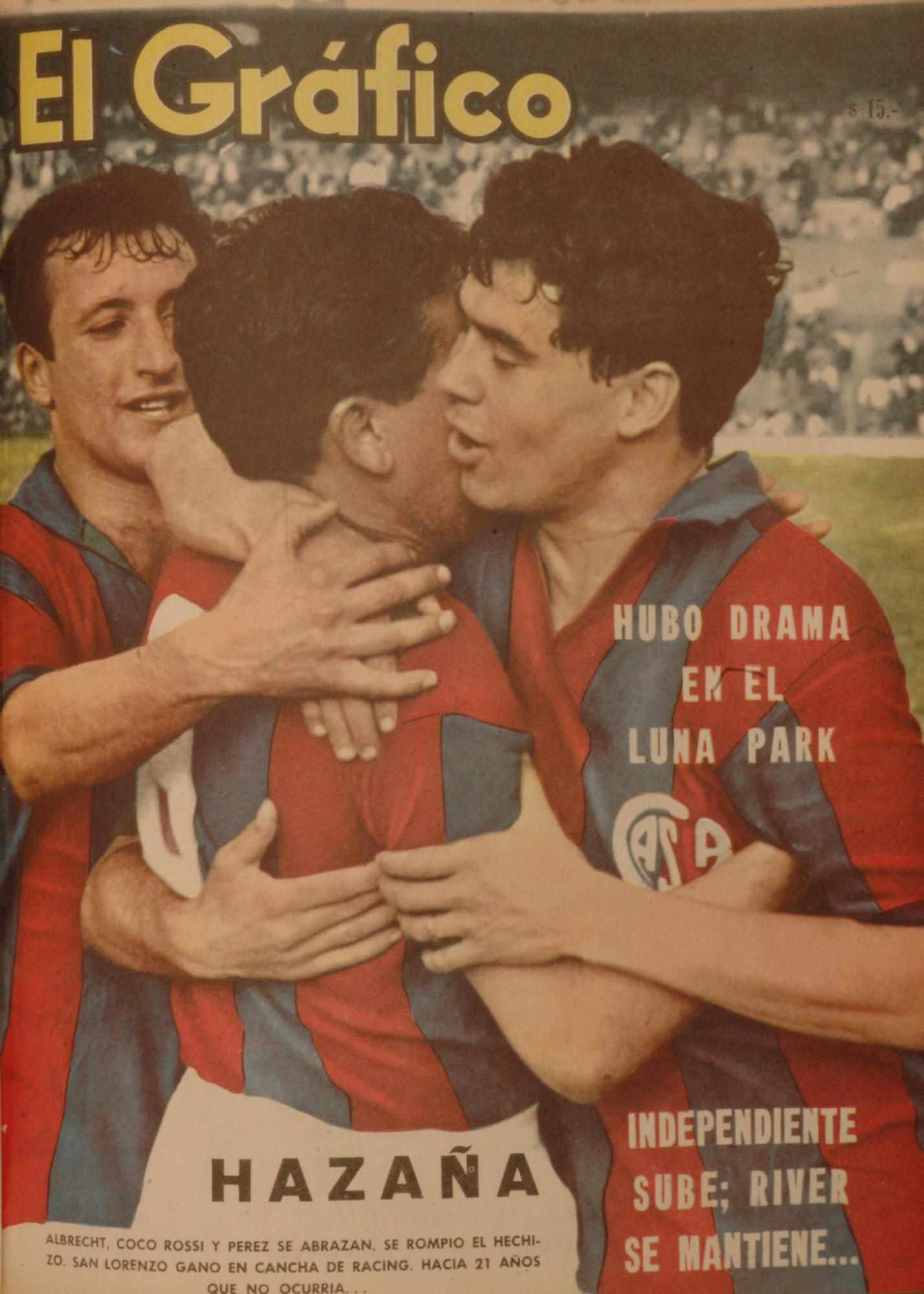
Albrecht, Coco Rossi y Pérez jugando para San Lorenzo en 1963.

Oscar Pablo "Coco" Rossi (Buenos Aires, Argentina, 27 de julio de 1930 - Buenos Aires, Argentina, 6 de septiembre de 2012) fue un futbolista argentino, reconocido en su tiempo por su capacidad de regatear y de dominar recursos como la rabona o el caño. Marcó el primer de gol argentino de la historia de la Copa Libertadores de América.

## Biografía
Debutó en 1950 en el Club Atlético Huracán, club con el que se mantuvo hasta 1953. Fue transferido al Racing Club de Avellaneda en 1954, pero solo jugó un año allí, y fue transferido a Huracán en 1955.
Debió ir al Campeonato Mundial de 1958, pero fue sustituido a último momento por Ludovico Avio.
En el Club Atlético San Lorenzo de Almagro creció su figura, lo que llevó a ser elegido entre los seleccionados para el mundial de 1962 (con la edad de 32 años), donde sólo jugó un partido, por una lesión.
En 1978 fue director técnico del Club Atlético San Miguel, en Primera "D".

## Clubes
- Club Atlético Huracán (1950-1953, 1955-1959, 1969)
- Racing Club de Avellaneda (1954)
- Club Atlético San Lorenzo de Almagro (1960-1964)
- Atlético Nacional de Medellín (1965)
- Sporting Cristal (1966)
- Club Almagro (1967)